# Schwartzkopff TV-Productions
Die Schwartzkopff TV-Productions GmbH & Co. KG  war eine 1993 von Peter Schwartzkopff gegründete deutsche Fernsehproduktionsfirma, die im Unterhaltungsbereich tätig gewesen ist. Einziger Gesellschafter war seit 1999 die Axel Springer AG (über die AS Venture GmbH, der Venture-Capital-Ableger von Springer). Der Geschäftszweck war die Entwicklung und Herstellung von fiktionalen und non-fiktionalen Produktionen für das Fernsehen sowie die Entwicklung von Großevents und Galas. Die Produktionen deckten unter anderem die Bereiche Talkshow, Doku-Dramen und Doku-Soap-Formate ab. Das Unternehmen war seit dem 1. Juni 2010 Mitglied im internationalen TV-Produzenten Netzwerk Sparks Network.
Am 13. Oktober 2014 wurde bekannt, dass die Talpa Media 49,9 Prozent der Anteile von Schwartzkopff TV übernehmen will. Die Übernahme der Anteile erfolgte Anfang 2015. Gleichzeitig wurde Schwartzkopff TV in Talpa Germany umbenannt. Mitte 2015 übernahm Talpa Media auch die restlichen Anteile am Unternehmen.

## TV-Produktionen (Auswahl) und Erstausstrahlung
Schwartzkopff TV-Productions produzierte nach eigenen Angaben bis Mitte 2010 mehr als 4.800 Einzelsendungen mit Künstlern wie Britt Hagedorn, Johannes B. Kerner, Jörg Pilawa, Franklin Schmidt, Andreas Türck und Sonja Zietlow. Zu den bekanntesten Formaten zählen unter anderem:
- 1997–2001: Sonja
- 1998–2002: Andreas Türck
- 2001–2013: Britt – Der Talk um eins
- 2004–2010: Willkommen bei Carmen Nebel (mit TeeVee Produktions)[3]
- 2007–2009: Das Fast Food-Duell (Lizenz-Projekt)
- 2011–2014: The Voice of Germany (mit Talpa, danach als Talpa Germany)
- 2012: The Winner is ... (mit Talpa)
- 2013–2014: The Voice Kids (mit Talpa, danach als Talpa Germany)

## Großevents und Galas (Auswahl)
- Die Goldene Kamera von Hörzu
- seit 2000: Ein Herz für Kinder

## Verkaufte Formate (Auswahl)
- 5 gegen 100, an Medyalab und Anadolu Imaj[4] (Türkei)

## Tochterunternehmen
- I.S.I. TV Productions (mit Inka Bause et al.), seit 2010[5]